# Пор Картје (Квебек)
Пор Картје (фр. Port-Cartier) је град у Канади у покрајини Квебек. Према резултатима пописа 2011. у граду је живело 6.651 становника.

## Становништво
Према резултатима пописа становништва из 2011. у граду је живело 6.651 становника, што је за 1,6% мање у односу на попис из 2006. када је регистровано 6.758 житеља.
| 2006. | 2011. |
| ----- | ----- |
| 6.758 | 6.651 |